# أرنالدو رودريغيز
أرنالدو رودريغيز (بالإسبانية: Arnaldo Rodríguez Silva)‏ هو مجدف كوبي، ولد في 11 أغسطس 1964.

## وصلات خارجية
- أرنالدو رودريغيز على موقع الاتحاد الدولي للتجديف (الإنجليزية)
- أرنالدو رودريغيز على موقع اللجنة الأولمبية الدولية (الإنجليزية)
- أرنالدو رودريغيز على موقع أوليمبيديا (الإنجليزية)